# Benløse fugle
Benløse fugle er en middagsret. Benløse fugle findes i forskellige varianter i Europa. I Frankrig hedder retten “Alouette sans tête”. I Italien hedder retten “Braciole di Manzo” og i Tyskland Rouladen.
Retten laves af tynde skiver kalve- eller okseklump, som rulles sammen med spæk, løg og persille, De brunes i en gryde, og der hældes bouillon ved, og retten småsteger i ca. en time. Bouillonen jævnes og smages til med salt og peber.